# Samba (Angola)
Samba ist ein Kreis in der Provinz Luanda, in 3 km Entfernung vom Zentrum von Luanda, der Hauptstadt Angolas. 
In Samba befindet sich die Privatresidenz des Präsidenten José Eduardo dos Santos. Der Flughafen Luanda liegt ganz in der Nähe. Die Küstenstraße von Luanda nach Lobito schlängelt sich durch den Ort. Der Bezirk verfügt über mehrere Sandstrände.

## Verwaltung
Samba ist ein Kreis (Município) in der Provinz Luanda. Die Gemeinde hat etwa 54.000 Einwohner und besteht aus 345,3 Quadratkilometer Fläche. Sie liegt südlich von Luanda am Atlantischen Ozean. 
Im Osten wird Samba durch die Gemeinden Maianga und Kilamba Kiaxi begrenzt, im Süden durch den Kreis Talatona. Zu Samba gehören die Stadtviertel Corimba und Futungo Fein. Eigene Gemeinden bilden seit 2011 die ehemaligen Viertel Benfica und Massulo, in der auch die als Ilha do Mussulo bekannte Nehrung liegt.

## Umweltverschmutzung
Die Strände des Ortes sind derart von Müll verunreinigt, dass sie eine Gesundheitsgefährdung darstellen. Der Hauptgrund für die Müllansammlung ist der Drainagegraben aus Luanda, der in Samba ins Meer führt und von der Bezirksverwaltung sowie den Bewohnern als Mülldeponie genutzt wird. Anfang 2016 kam es vor Ort zu einem Ausbruch von Gelbfieber, bei dem es auch viele Todesfälle gab. Im März des Jahres begann daraufhin in Samba eine Impfkampagne gegen Gelbfieber. Nachdem die Stadtverwaltung den Fischverkauf am Strand von Mabunda aufgrund der enormen Mengen an Fischabfällen verboten hatte, kam es zu einem Anstieg der Arbeitslosigkeit, des Alkoholmissbrauchs, der Prostitution und Kriminalität.